# 伊朗遛狗禁令
伊朗遛狗禁令是伊朗伊斯蘭共和國自2019年起陸續頒布的禁止遛狗的措施。由于伊朗的官方宗教是什叶派，而什叶派內部有些人認為狗是不純潔的，養狗違反伊斯蘭教義，而且寵物狗是西方文化的象征，因此该国當局一直試圖出台限制飼養狗的措施。2014年，伊朗當局宣布寵物廣告違法。而截至2024年，每10个伊朗人中就有1个養宠物，  這當中狗和猫最受欢迎。 
2019年，德黑蘭率先出台遛狗禁令，禁止在道路上和公園內遛狗，也不能把狗帶上車。2025年6月8日，伊朗當局將遛狗禁令擴大至伊斯法罕、克爾曼等在內的18個城市。
许多伊朗人反對伊朗當局的遛狗禁令，而當局逮捕了一些違反遛狗禁令的人並處於罚款。